# 만프레트 칼츠
만프레트 칼츠(독일어: Manfred Kaltz, 1953년 1월 6일 ~)는 독일의 은퇴한 축구 선수이자 축구 지도자로, 현역 시절 포지션은 수비수였다.
칼츠는 1971년 함부르거 SV에서 선수 생활을 시작해 1989년까지 함부르거 SV에서 분데스리가 통산 581경기에 출장해 78골을 넣었다. 칼츠가 출장한 경기 수는 리그 통산 두 번째로 많이 출장한 기록이다. 함부르거 SV 시절 중앙 공격수 호르스트 흐루베슈(Horst Hrubesch)와 함께 활약하며 서포터의 지지를 받았으며 영광스러운 기록과 더불어 분데스리가 역대 최다 자책골 (6골) 보유자라는 불명예스러운 기록도 보유하고 있다.
1989년 함부르거 SV를 떠나고 프랑스의 FC 지롱댕 드 보르도로 이적했고 1989년부터 1990년까지 FC 뮐루즈(FC Mulhouse)에서 짧은 기간 동안 뛰었다. 1990년 함부르거 SV로 복귀했고 1990-91 시즌을 마지막으로 선수 생활을 마쳤다.
서독 축구 국가대표팀에서는 1975년부터 1983년까지 69경기에서 8골을 넣었으며 UEFA 유로 1976, 1978년 FIFA 월드컵, UEFA 유로 1980, 1982년 FIFA 월드컵 대표로 활약한 바 있다.

## 경력

### 함부르크
- 분데스리가 : 1978–79, 1981–82, 1982–83
- DFB 포칼 : 1975–76, 1986–87
- DFB 리가포칼 : 1972–73
- 유로피언컵 : 1982–83
- UEFA컵 위너스컵 : 1976-77

### 국가대표
- UEFA 유로 : 우승 (1980), 준우승 (1976)
- FIFA 월드컵 : 준우승 (1982)

### 개인
- 키커 분데스리가 올해의 팀 : 1976–77, 1978–79, 1979–80, 1980–81, 1981–82, 1985–86